# Éléonore de Portugal (1328-1348)
Pour les articles homonymes, voir Éléonore de Portugal.
Éléonore de Portugal ou Aliénor de Portugal, née le 3 février 1328 à Coimbra et morte le 30 octobre 1348 à Teruel, est une infante de Portugal, devenue reine d'Aragon de 1347 à 1348 par mariage avec le roi Pierre IV d'Aragon le Cérémonieux.

## Biographie
Septième et dernière fille du roi Alphonse IV de Portugal et de Béatrice de Castille, Éléonore est la petite-fille du roi Denis Ier de Portugal et de Sainte Élisabeth d'Aragon d'une part, de Sanche IV de Castille et de Marie de Molina d'autre part, et la sœur du roi Pierre Ier de Portugal.
Son enfance est peu connue : elle est mentionnée pour la première fois à l'âge de 18 ans, lorsque deux rois demandent sa main afin de s'assurer du soutien du Portugal : Alphonse XI de Castille, qui la veut pour son neveu Ferdinand d'Aragon, et Pierre IV le Cérémonieux d'Aragon, qu'elle épouse immédiatement après la mort de sa première femme, Marie de Navarre, survenue en avril 1347. Une première cérémonie de mariage par procuration a lieu dès le 11 juin de la même année à Santarem et les noces en personne sont célébrées le 14 ou le 15 novembre 1347 à Barcelone. Éléonore est la seule reine d'Aragon née au Portugal.
Elle meurt de la peste à Téruel le 30 octobre 1348, un an après son mariage, sans descendance, alors qu'elle se rendait à Jérica. Elle y est enterrée dans un premier temps, avant que sa dépouille ne soit transférée en juin 1350 au panthéon royal du monastère de Poblet, comme elle l'avait demandé dans son testament en date de septembre 1348.
Pierre IV se remarie environ un an plus tard avec Éléonore de Sicile, sa troisième et avant-dernière épouse (la quatrième et dernière est Sibylle de Fortià).